# Mit Fried und Freud ich fahr dahin, BWV 125

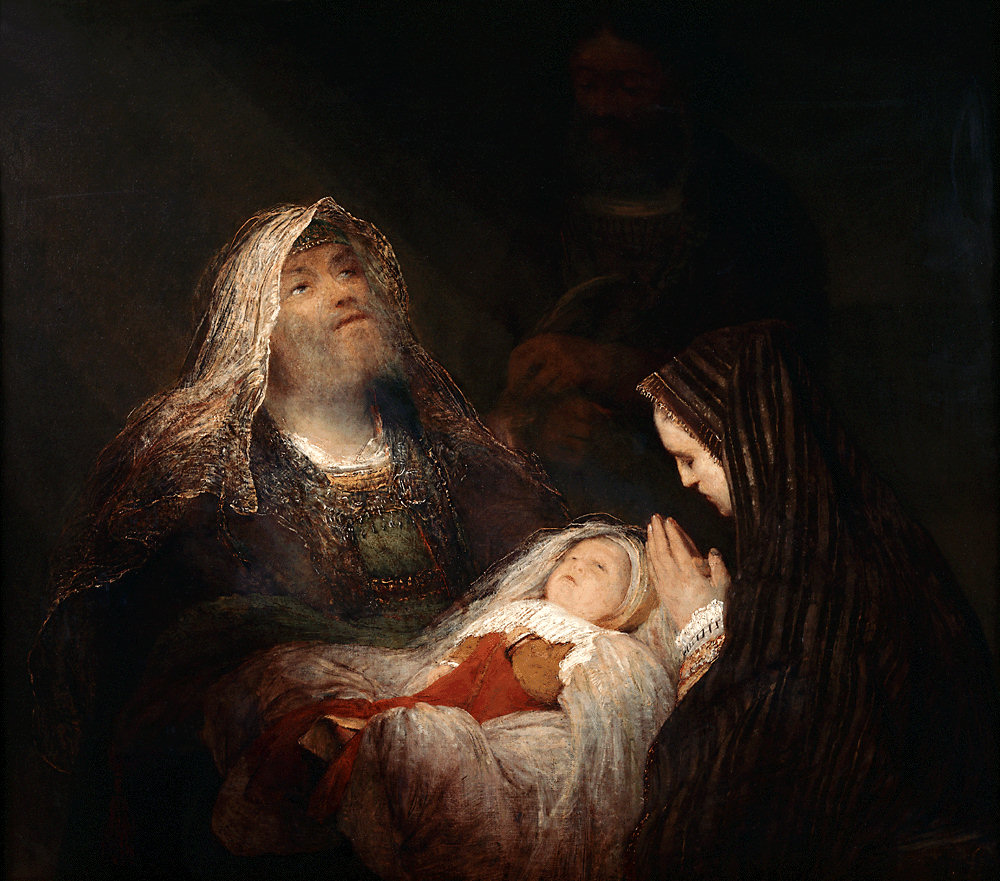
Canción de alabanza de Simeón, de Aert de Gelder.

Mit Fried und Freud ich fahr dahin (En paz y con gozo sigo mi camino), BWV 125, es una cantata de Johann Sebastian Bach para uso en una misa luterana. Compuso esta cantata coral en Leipzig en 1725 para la fiesta de la Purificación de María que se celebra el 2 de febrero y que también se conoce como fiesta de la Candelaria. Está basada en el himno de 1524 de Martín Lutero «Mit Fried und Freud ich fahr dahin», y forma parte del ciclo de cantatas corales de Bach, escrito para dotar a los domingos y días de fiesta del año litúrgico con cantatas basadas en un himno luterano relacionado.
El Evangelio para el día de fiesta, la presentación de Jesús en el Templo, incluye el cántico Nunc dimittis de Simeón, que Lutero había parafraseado en su himno, proporcionando una relación inusualmente estrecha entre el himno y el evento litúrgico. Bach había utilizado estancias sueltas del himno en su cantata fúnebre anterior Gottes Zeit ist die allerbeste Zeit, BWV 106, y en cantatas de su primer ciclo en Leipzig.
En el formato del ciclo de cantatas corales, un libretista desconocido mantuvo la primera y la última de las cuatro estancias de Lutero, mientras parafraseaba las interiores. En esta cantata también se utilizó el texto original de la segunda estancia, intercalado con sus palabras, como el tercer movimiento, un recitativo, después de parafrasear las mismas ideas para el segundo movimiento, un aria. El libretista derivó el texto de dos movimientos más de la tercera estancia de Lutero. Bach estructuró la cantata en seis movimientos, enmarcando cuatro para solistas con una fantasía y una coral de cierre. Instrumentó la obra para tres solistas vocales, un coro de cuatro partes, y un conjunto barroco compuesto por trompa, flauta travesera, oboe, oboe de amor, cuerdas y bajo continuo. El coro de apertura se ha comparado con el movimiento de apertura de la Pasión según San Mateo de Bach. En el tercer movimiento, establece las líneas individuales de la segunda estancia del himno de manera diferente al comentario en palabras del libretista, pero unifica ambos elementos mediante un continuo «motivo de alegría» en el acompañamiento.

## Antecedentes

### Ciclo de cantatas corales
En 1723, Bach fue nombrado Thomaskantor (director de música sacra) en Leipzig. En este cargo era el responsable de la música en cuatro iglesias y para la formación y educación de los chicos que cantan en el coro de Santo Tomás (Thomanerchor). Tuvo que proporcionar música de cantata para dos iglesias importantes: la de Santo Tomás y la de San Nicolás y música sacra más sencilla para otras dos, la Neue Kirche (Iglesia Nueva) y la iglesia de San Pedro.
Tomó posesión del cargo a mediados del año litúrgico, en el primer domingo después del Domingo de Trinidad. En Leipzig, se esperaba música de cantata los domingos y días festivos, excepto durante los «periodos silenciosos» (tempus clausum) de Adviento y Cuaresma. En sus primeros doce meses en el cargo, decidió componer obras nuevas para casi todos los eventos litúrgicos. Estas obras se conocen como su primer ciclo de cantatas. Un año después, continuó ese esfuerzo y compuso un ciclo de cantatas corales, cada una basada en un himno luterano, incluida Mit Fried und Freud ich fahr dahin, para estos eventos. Es probable que la elección de los himnos utilizados en la serie de cantatas corales se llevara a cabo según los deseos de un ministro local, quien basó la elección en las lecturas prescritas y sus planes para los sermones.

### Himnos de Lutero

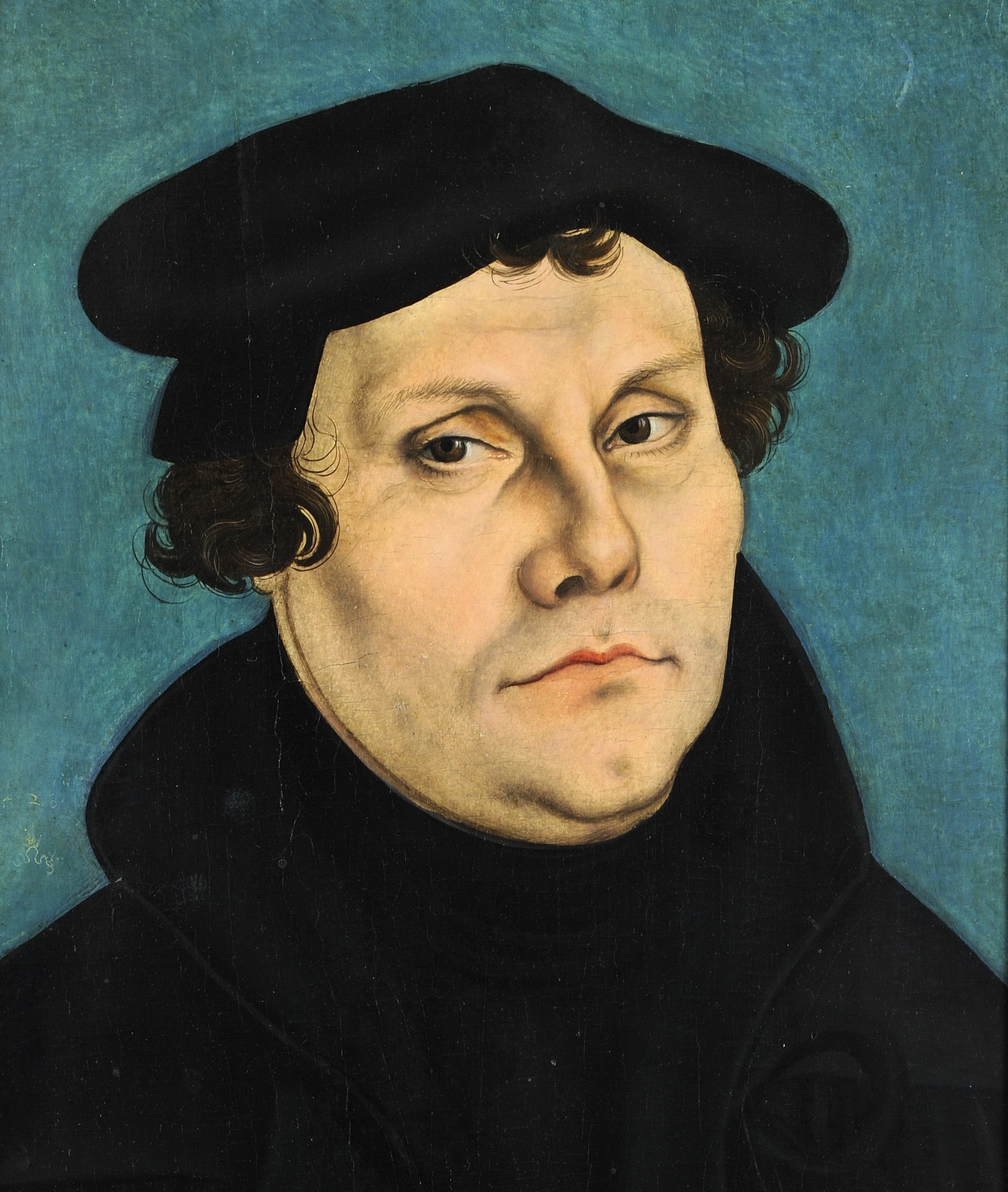
Martín Lutero, retrato de Lucas Cranach, 1528

En el siglo XVI, Martín Lutero, el reformista protestante, enfatizó la importancia del canto de himnos en las misas de la iglesia y en el hogar y compuso muchos himnos, incluido «Mit Fried und Freud ich fahr dahin».
Bach compuso una primera cantata coral sobre un himno de Lutero, Christ lag in Todes Banden, BWV 4, probablemente en 1707. Durante su ciclo de cantatas corales, utilizó himnos de Lutero como base para sus cantatas en nueve ocasiones. Además, la volvió a interpretar durante ese ciclo.
La tabla siguiente muestra las cantatas que Bach interpretó a partir de himnos de Lutero durante el ciclo de cantatas corales, que comprende nueve composiciones nuevas y la interpretación repetida de la cantata de Pascua. La primera columna contiene el número de cantata; la siguiente, el himno del mismo nombre en la que se basa; la tercera columna muestra el evento litúrgico, y la cuarta, la fecha de interpretación, que es la primera para todas excepto la cantata de Pascua.
| Núm. | Himno                                | Evento litúrgico                           | Fecha                              |        |
| ---- | ------------------------------------ | ------------------------------------------ | ---------------------------------- | ------ |
| 2    | «Ach Gott, vom Himmel sieh darein»   | Segundo domingo después de Trinidad        | 18 de junio de 1724                | [ 6 ]  |
| 7    | «Christ unser Herr zum Jordan kam»   | Día de San Juan                            | 24 de junio de 1724                | [ 7 ]  |
| 10   | «Meine Seel erhebt den Herren»       | Visitación                                 | 2 de julio de 1724                 | [ 8 ]  |
| 38   | «Aus tiefer No schrei ich zu dir»    | Vigesimoprimer domingo después de Trinidad | 29 de octubre de 1724              | [ 9 ]  |
| 62   | «Nun komm, der Heiden Heiland»       | Primer domingo de Adviento                 | 3 de diciembre de 1724             | [ 10 ] |
| 91   | «Gelobet seist du, Jesu Christ»      | Navidad                                    | 25 de diciembre de 1724            | [ 11 ] |
| 121  | «Christum wir sollen loben schon»    | Segundo día de Navidad                     | 26 de diciembre de 1724            | [ 12 ] |
| 125  | «Mit Fried und Freud ich fahr dahin» | Purificación                               | 2 de febrero de 1725               |        |
| 126  | «Erhalt uns, Herr, bei deinem Wort»  | Sexagésima                                 | 4 de febrero de 1725               | [ 13 ] |
| 4    | «Christ lag in Todesbanden»          | Pascua                                     | 1 de abril de 1725 1725 (repetida) | [ 5 ]  |

Durante su carrera, Bach utilizó los himnos de Lutero en otras obras. Antes, había incluido «Castillo fuerte es nuestro Dios» («Ein feste Burg ist unser Gott») en una cantata de Adviento, Alles, was von Gott geboren, BWV 80a, que rehízo como la cantata coral Ein feste Burg ist unser Gott, BWV 80, para el Día de la Reforma. Por último, compuso Wär Gott nicht mit uns diese Zeit, BWV 14 para el cuarto domingo posterior al de Epifanía en 1735.

### Estructura de las cantatas corales de Bach
Bach siguió una estructura concreta en la mayoría de las cantatas de este ciclo. Se desvió de utilizar el texto de las estancias del himno y afinar todas las estancias (por omnes versus), como lo había hecho en Christ lag in Todes Banden. Sin embargo, conservó el texto y melodía originales sólo en las estancias exteriores, que generalmente trataban la primera como una fantasía coral y la última como arreglo coral de cuatro partes, mientras que las estancias interiores las reelaboró un libretista como base para los recitativos y arias, a menudo con la música independiente de la melodía del himno. Andreas Stübel (1653-1725), exdirector de la Escuela de Santo Tomás, pudo haber sido este libretista.

## Lecturas, himno y texto de la cantata

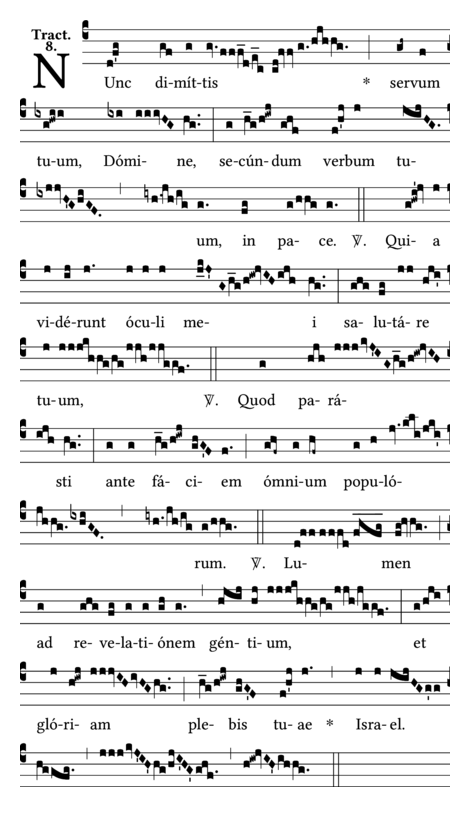
Nunc dimittis, canto gregoriano

Durante el tiempo de Bach en Leipzig, se observaron y celebraron tres fiestas marianas: la Anunciación (25 de marzo), la Visitación y la Purificación (2 de febrero). Las lecturas prescritas para la Fiesta de la Purificación (alemán: Mariae Reinigung) fueron las del Libro de Malaquías: «vendrá a su templo el Señor» (Malaquías 3:1) y la versión del Evangelio de Lucas de la purificación de María y la presentación de Jesús en el Templo, que incluye el cántico Nunc dimittis de Simeón (Lucas 2:22).
Cuando Lutero escribió su himno en el cántico de Simeón («Con paz y alegría me voy en la voluntad de Dios»), dedicó una estancia a cada uno de los cuatro versículos del texto bíblico. El primero habla de la aceptación pacífica de la muerte (Lucas 2:29), el segundo da como razón para ella la reunión con el Salvador (Lucas 2:30), el tercero se centra en el regreso de Cristo para todas las personas (Lucas 2:31), el cuarto ve la Segunda Venida como una luz para el pagano y la gloria para Israel (Lucas 2:31). Los versos son de diferente longitud, con una métrica de 8.4.8.4.7.7, destacando enunciados únicos en los versos breves.
La primera melodía apareció en 1524 en el himnario coral de Johann Walter Eyn geystlich Gesangk Buchleyn. Lutero escribió un comentario sobre su himno: 

Als wolt er [Simeon] sagen / Gott sey lob und danck / daß ich diesen Tag erlebet habe / ich will nun gerne sterben / nun soll mir der Tod lieblich seyn / denn es ist erfüllet / das mir verheissen war. Warum wiltu aber so gerne sterben / lieber Simeon? 'Denn meine Augen haben deinen Heyland gesehen.
Como si él [Simeón] quisiera decir / Alabado sea Dios y gracias / porque viví este día / ahora moriría con gusto / ahora la muerte me será agradable / porque se ha cumplido / lo que me fue prometido. Pero ¿por qué tienes tantas ganas de morir / querido Simeón? «Porque mis ojos han visto tu salvación».

Bach utilizó por primera vez el himno como parte de su primera cantata fúnebre Gottes Zeit ist die allerbeste Zeit, BWV 106 (Actus tragicus), el alto cantaba la primera estancia, yuxtapuesto a unos bajos ariosos, «Heute wirst du mit mir im Paradies sein». Regresó a ella dos veces para su primer ciclo de cantatas en Leipzig. La primera estancia fue la base de su cantata para el decimosexto domingo posterior al de Trinidad de 1723, Christus, der ist mein Leben, BWV 95, junto con la primera estancia del himno fúnebre «Christus, der ist mein Leben» en el movimiento de apertura para tenor. La segunda ocasión fue en 1724, en la cantata de Purificación, Erfreute Zeit im neuen Bunde, BWV 83, la cual cerró con la cuarta y última estancia, «Es ist das Heil und selig Licht».
Para Mit Fried und Freud ich fahr dahin, un libretista retuvo la primera y la última estancia y parafraseó las dos interiores en cuatro movimientos. El segundo movimiento, basado en la segunda estancia de Lutero, se centra en la perspectiva de Simeón como un medio de cómo anticipar la propia muerte. El tercer movimiento entrelaza el texto completo de Lutero con un recitativo libre. El experto en Bach Klaus Hofmann señala que el libretista tuvo espacio para añadir su propio texto porque el himno de Lutero era bastante corto. La alusión a la «luz para el pagano» del Evangelio y el himno remite a «el que creyere y fuere bautizado, será salvado» (Marcos 16:16). La tercera estancia de Lutero forma la base para el cuarto y quinto movimiento. El cuarto remite a la enseñanza de Pablo sobre la gracia de Dios: «A quien Dios puso en propiciación por medio de la fe en su sangre, para manifestar su justicia para la remisión de los pecados pasados, mediante la paciencia de Dios» (Romanos 3:25). Declara la enseñanza luterana de la justificación «por gracia a través de fe sólo por Cristo» con aún mayor claridad que en la canción de Lutero.
Bach dirigió la primera interpretación de la cantata con el coro de Santo Tomás en la misa matinal de la iglesia de San Nicolás el 2 de febrero de 1725 y la repitió en la misa de vísperas de la iglesia de Santo Tomás, como era habitual en las grandes festividades. La interpretó al menos una vez más después de 1735.

## Música

### Estructura y orquestación
Bach estructuró la cantata en seis movimientos. El primero y último se arreglaron para el coro como fantasía coral y cierre coral. Enmarcan los recitativos y arias alternos con el texto arreglado por el libretista. Orquestó la obra para tres solistas vocales (alto, tenor y bajo), un coro de cuatro partes y un conjunto instrumental barroco: trompa para apoyar la melodía coral cantada por la soprano con los movimientos exteriores, flauta travesera (Ft), oboe (Ob, oboe de amor (Oa), dos violines (Vl), viola (Va) y bajo continuo (Bc). La portada de las partes originales dice: «Festo Purificat: Mari[ae] / Mit Fried und Freud ich fahr dahin etc. / â / 4 Voc: / Travers: / Hautbois d' Amor / 2 Violini / Viola / con / Continuo / di / Sign: / JS. Bach». La duración de la cantata es de alrededor de 24 minutos.
En la siguiente tabla de movimientos, la partitura sigue la Neue Bach-Ausgabe. Las tonalidades y tiempos se toman de Alfred Dürr, utilizando el símbolo  para el compás de tiempo común (4/4). Los instrumentos se muestran por separado para vientos y cuerdas, mientras que no se muestra el bajo continuo, ya que toca durante toda la obra.
| N.º | Título                                                       | Texto          | Tipo               | Vocal | Vientos  | Cuerdas | Tonalidad | Tiempo            |
| --- | ------------------------------------------------------------ | -------------- | ------------------ | ----- | -------- | ------- | --------- | ----------------- |
| 1   | Mit Fried und Freud ich fahr dahin                           | Lutero         | Fantasía coral     | SATB  | Co Ft Ob | 2Vl Va  | mi menor  | 12 8              |
| 2   | Ich will auch mit gebrochnen Augen                           | anónimo        | Aria               | A     | Ft Oa    |         | do menor  | 3 4               |
| 3   | O Wunder, daß ein Herz Das macht Christus, wahr' Gottes Sohn | anónimo Lutero | Recitativo y coral | B     |          | 2Vl Va  |           | cuatro por cuatro |
| 4   | Ein unbegreiflich Licht                                      | anónimo        | Aria (duetto)      | T B   |          | 2Vl     | sol mayor | cuatro por cuatro |
| 5   | O unerschöpfter Schatz der Güte                              | anónimo        | Recitativo         | A     |          |         |           | cuatro por cuatro |
| 6   | Er ist das Heil und selig Licht                              | Lutero         | Coral              | SATB  | Co Ft Ob | 2Vl Va  | mi menor  | cuatro por cuatro |

### Movimientos

#### «Mit Fried und Freud ich fahr dahin in Gottes Willen»

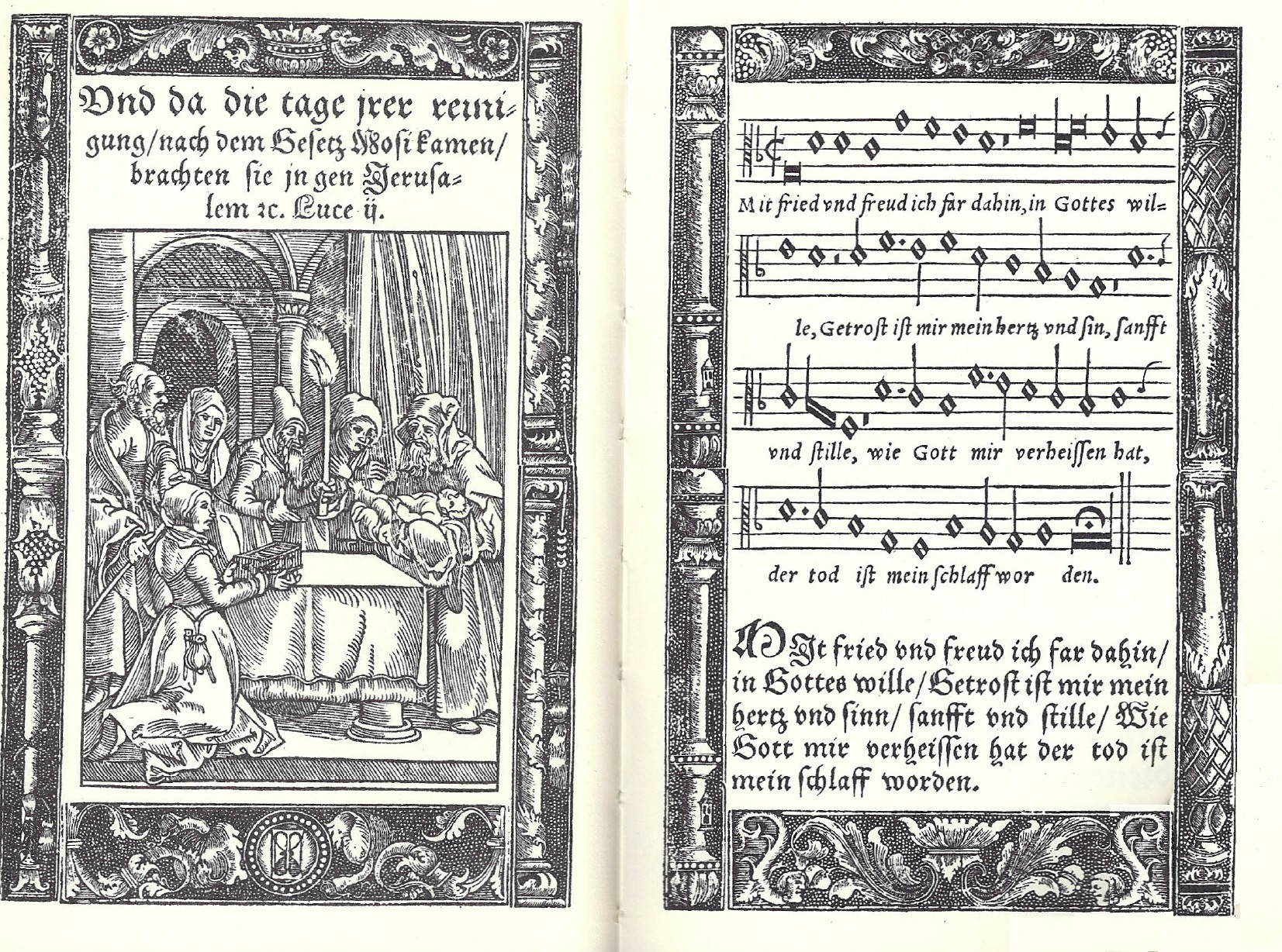
La primera estancia del coral en el himnario Babstsches Gesangbuch de 1545, con una ilustración de la Presentación en el Templo.

El coro de apertura, «Mit Fried und Freud ich fahr dahin in Gottes Willen» (En paz y con gozo sigo mi camino según la voluntad de Dios), empieza con un ritornello de concierto, en el que la flauta y el oboe tocan en lugar de las cuerdas. Un motivo en tresillosal inicio del movimiento se asienta sobre un salto de quinta, relacionado con el primer intervalo de la melodía coral. La quinta y el tresillo dominan todo el movimiento.

Mit Fried und Freud ich fahr dahin

In Gottes Willen,

Getrost ist mir mein Herz und Sinn,

Sanft und stille.

Wie Gott mir verheißen hat:

Der Tod ist mein Schlaf worden.

Voy allí con paz y alegría.

En la voluntad de Dios,

Mi corazón y mi mente se consuelan,

en paz y en calma.

Como Dios me prometió:

La muerte se ha convertido en mi sueño.

La soprano canta el cantus firmus con notas largas. Hofmann señala que el modo dórico dentro del concierto instrumental en mi menor añade un «sabor ligeramente arcaico». Las voces más bajas participan en los motivos instrumentales para los versos primero, segundo, tercero y quinto, pero el cuarto y sexto se tratan de manera diferente. De acuerdo con el texto, «sanft und stille» (tranquilo y suave) y «der Tod ist mein Schlaf worden» (la muerte se ha convertido en mi sueño), se interpretan suavemente (piano), en homofonía, cromática y modulando en claves distantes. Dürr destaca que el movimiento es «extremadamente denso y con una textura muy expresiva» con los motivos independientes de la melodía del himno, pero derivado de su inicio. El experto en Bach Richard D. P. Jones observa que el movimiento presagia «Kommt, ihr Töchter, helft mir klagen», el coro de apertura de la Pasión según San Mateo de Bach, en la tonalidad, la métrica de 12
8 y «mucho más».

#### «Ich auch mit gebrochne Augen nach dir, mein treuer Heiland, sehn»
El aria de la alto, «Ich auch mit gebrochne Augen nach dir, mein treuer Heiland, sehn» (Con ojos vidriosos, hacia ti, mi fiel Salvador, quiero dirigir mi mirada), es una zarabanda con ritmos punteados lentos. La línea vocal está acompañada de la flauta y oboe de amor, sobre una base de notas repetidas en el bajo continuo, marcadas «legato». La frase «gebrochne Augen» (ojos vidriosos) está representada por una línea vocal quebrada, con flauta y oboe de amor tocando ritmo punteado a la «declamación casi temblorosa» de la voz. Hofmann señala las «emociones de dolor y lamento» del movimiento, mientras que Dürr escribe: «Las suspensiones ricas en apoyaturas y otros ornamentos revelan que una interpretación expresiva de este movimiento se acerca particularmente al corazón del compositor».

#### «O Wunder, daß ein Herz vor der dem Fleisch verhaßdiez Gruft und gar des Todes Schmerz sich nicht entsetzet!»
El recitativo del bajo empieza con un pensamiento del libretista: «O Wunder, daß ein Herz vor der dem Fleisch verhaßdiez Gruft und gar des Todes Schmerz sich nicht entsetzet!» (¡Oh! Es milagroso que el corazón no se espante de la tumba que aborrece la carne y los horrores de la muerte). El texto continúa con el principio de la segunda estancia del himno «Das macht Christus, wahr' Gottes Sohn, der treue Heiland» (Esa es la obra de Jesucristo, verdadero hijo de Dios, fiel Salvador). El patrón del comentario y original se conservan durante el movimiento en un texto híbrido que contiene en líneas sencillas el texto completo de la segunda estancia:

Das macht Christus, wahr' Gottes Sohn,

Der treue Heiland,

Den du mich, Herr, hast sehen lan,

Und machst bekannt

Daß er sei das Leben und Heil,

Im Tod und auch im Sterben.

Esta es lo obra de Cristo, verdadero Hijo de Dios,

el Salvador fiel,

que me has visto, Señor,

y me has hecho saber

que Él es vida y salvación,

en la muerte y también en la agonía.

Bach establece los elementos recitativos y corales de manera diferente y traduce el texto del libretista en «una dicción rítmicamente libre del recitativo», y la coral como arioso. Unifica el movimiento con un motivo continuo en las cuerdas, llamado Freudenmotiv por Dürr, que «siempre indica un humor subyacente de felicidad». La melodía de la coral es sencilla excepto en la última línea, «im Tod und auch im Sterben» (en la muerte y también en la agonía), donde la música se extiende en dos compases y se colorea con rica ornamentación cromática y las cuerdas dejan de interpretar el motivo constante y acompañan con «notas tranquilas».

#### «Ein unbegreiflich Licht erfüllt den ganzen Kreis der Erden»
El dúo de tenor y bajo «Ein unbegreiflich Licht erfüllt den ganzen Kreis der Erden» (Una luz milagrosa invade la tierra entera), se centra en la luz mencionada por Simeón, expresada en un estado de ánimo alegre. Hofmann observa: «El carácter alegre se demuestra por la coloratura extendida y circundante sobre la palabra "Kreis" (círculo o esfera), y el efecto de sonido barroco de declaración y respuesta se desarrolla en las palabras "Es schallet kräftig fort und fort" (Poderosamente resuena una y otra vez)». Jones comenta que la sonata a trío de dos violines y continuo que acompañan las voces «quizás, en su vigor y fluidez, representen el sonido potente y continuo al que se refiere el texto».

#### «O unerschöpfter Schatz der Güte»
El alto se expresa en un recitativo secco «O unerschöpfter Schatz der Güte» (¡Oh! inagotable tesoro de bondad), que Hofmann denomina un «análisis teológico conciso».

#### «Er ist das Heil und selig Licht»
La coral final «Er ist das Heil und selig Licht» (Él es la salvación y luz de beatitud) es un arreglo de cuatro partes de la melodía del himno.

Er ist das Heil und selig Licht

Für die Heiden,

Zu erleuchten, die dich kennen nicht,

Und zu weiden.

Er ist deins Volks Israel

Der Preis, Ehr, Freud, und Wonne.

Él es salvación y luz bendita

para los paganos,

para iluminar a los que no te conocen,

y para pastar.

Él es tu pueblo Israel

el premio, el honor, la alegría y el deleite.

La trompa, la flauta (una octava más alta), el oboe y el primer violín refuerzan la parte de la soprano; el segundo violín, el alto y la viola, la del tenor.
Jones lo resume en su libro The Creative Development of Johann Sebastian Bach: «La calidad excepcionalmente alta de la música puede reflejar la respuesta de Bach a la autoridad divina del Nunc dimittis, mediada por el venerado fundador de la Iglesia Luterana».

## Manuscritos y publicación
La partitura autógrafa se ha perdido y su último dueño documentado fue Christian Friedrich Penzel, uno de los últimos alumnos Bach y copista de sus obras. Las partes originales se conservan en el Bach-Archiv Leipzig. Cuatro copistas copiaron la partitura autógrafa perdida, tres de ellos conocidos por su nombre, incluido el compositor. Se conserva un conjunto de tres partes duplicadas en la Biblioteca Estatal de Berlín - Preußischer Kulturbesitz como D-B Mus. ms. Bach St 384, Faszikel 1. Fueron copiados por cinco copistas, de los cuales tres se conocen por su nombre: Christ Gottlob Meißner, Wilhelm Friedemann Bach y Johann Andreas Kuhnau. El conjunto tiene una portada y partes para violín I y II y bajo continuo.
La partitura del primer movimiento fue publicada por primera vez por Anton Diabelli alrededor de 1835 con un texto en latín, Da pacem nobis Domine. La cantata se publicó originalmente en 1878 como n.º 4 en el volumen 26 del Bach-Gesellschaft Ausgabe (BGA), editado por Alfred Dörffel. La Neue Bach-Ausgabe publicó la partitura en 1994, editada por Uwe Wolf, y ese mismo año se publicó una reseña crítica.
Breitkopf publicó una edición crítica, editada por Eva-Maria Hodel, y Carus publicó otra en 2008, editada por Wolfram Enßlin, que también proporcionaba una versión cantable en inglés.